# そよ風テイクオフ
『そよ風テイクオフ』 (そよかぜテイクオフ) は、うみのともによる日本の4コマ漫画。芳文社の『まんがタイムきららMAX』にて2013年9月号から11月号にかけてゲスト掲載された後、2014年4月号から2016年4月号にかけて連載された。人力飛行機の作成をテーマにした作品である。本作を描くにあたり、芝浦工業大学のTeam Birdman Trialへ取材を行っている。

## 登場人物
風牧 紅羽 (かざまき くれは)
飛行部の部長。
東雲 こころ (しののめ こころ)
飛行機の設計担当。
天野 つばき (あまの つばき)
動物好き。
小鳥遊 桐江 (たかなし きりえ)
飛行部の副部長。
アリエッタ・ソニャール (Arietta Sogner)
紅羽のライバル。
木月 美琴 (きづき みこと)
飛行部の顧問。
近藤 麻耶 (こんどう まや)
飛行部OG
ジョー
紅羽が飼っているフクロウ。
サクラ
桐江が飼っている鷹。

## 書誌情報
- うみのとも『そよ風テイクオフ』芳文社〈まんがタイムKRコミックス〉、全2巻
  1. 2015年8月27日発売[7]、ISBN 978-4-8322-4610-2
  2. 2016年4月27日発売[7]、ISBN 978-4-8322-4688-1